# Le Concours
Pour les articles homonymes, voir Le Concours (homonymie).
Pour plus de détails, voir Fiche technique et Distribution.
Le Concours (titre original The Competition) est un film américain réalisé par Joel Oliansky, sorti en 1980. Le film met en vedette Richard Dreyfuss et Amy Irving. 

## Synopsis
L'histoire tourne autour du conflit entre la carrière et la vie amoureuse d'un aspirant virtuose dans le cadre d'un concours de piano.

## Fiche technique
- Réalisation : Joel Oliansky
- Scénario : Joel Oliansky
  - Histoire : Joel Oliansky et William Sackheim
- Montage : David Blewitt, A.C.E.
- Musique : Lalo Schifrin
- Costumes : Ruth Myers
- Décors : Lopon Anger
- Directeur de la photographie : Richard H. Kline, A.S.C.
- Production : William Sackheim
  - Producteur exécutif : Howard Pine
- Société de production : Raster-William Sackheim
- Société de distribution : Columbia Pictures
- Pays d'origine : États-Unis
- Langue : anglais
- Format : Couleur - Dolby Stéréo
- Durée : 125 minutes
- Date de sortie : 1980

## Distribution
- Richard Dreyfuss : Paul Dietrich
- Amy Irving : Heidi Joan Schoonover
- Lee Remick : Greta Vandemann
- Sam Wanamaker : Andrew Erskine
- Joseph Cali : Jerry DiSalvo
- Ty Henderson : Michael Humphries
- Vicki Kriegler : Tatjana Baronova
- Adam Stern : Mark Landau
- Bea Silvern : Madame Gorshev
- Philip Sterling : Mr. Dietrich
- Gloria Stroock : Mrs. Dietrich
- Delia Salvi : Mrs. DiSalvo
- Priscilla Pointer : Mrs. Donellan
- James B. Sikking : Brudenell
- Elaine Welton Hill : Mitzi
- Ben Hammer : Nichols

## Musiques du film
- L'Orchestre philharmonique de Los Angeles dirigé par Lalo Schifrin
- Ginastera, Sonate pour piano jouée par Eduardo Delgado.
- Brahms, Concerto pour piano no 1 avec Ralph Grierson (piano).
- Chopin,  Concerto pour piano no 1, Lincoln Mayorga  pianiste
- Prokofiev, Concerto pour piano no 3, Daniel Pollack, pianiste.
- Beethoven, Concerto pour piano no 5, Chester B. Swiatkowski, pianiste.

- Chanson du film People alone musique de Lalo Schifrin paroles de   Wilbur Jennings chantée par Randy Crawford.

## Nominations

### 1981Oscar du cinéma
- nommé: Meilleur montage - David E. Blewitt
- nommé: Meilleure musique, chanson originale: "People Alone" musique de Lalo Schifrin paroles de Wilbur Jennings

### 1981Golden Globes
- nommé, Meilleure bande originale - Lalo Schifrin

## Films à sujet similaires
D'autres films traitent du thème de l'accomplissement d'une passion musicale comme Professeur Holland et August Rush.